# Патера Пицундская
Патера Пицундская (лат. и англ. Pityusa Patera) — потухший вулкан на Марсе, расположенный к юго-западу от ударного бассейна равнины Эллада. Координаты центра — 66°48′ ю. ш. 36°54′ в. д. / 66,8° ю. ш. 36,9° в. д. Вулкан содержит центральную кальдеру диаметром примерно 230 км, высшая точка имеет высоту около 2 км.
Ударные кратеры, покрывающие вулканический марсианский рельеф, показывают, что вулкан не был активным уже очень долгое время. По некоторым оценкам, вулканическая активность прекратилась в нойской эре (около 3,7 млрд лет назад).